# Де Алленде, Дамиан
Дамиан де Алленде (африк. Damian de Allende; 25 ноября 1991, Кейптаун, ЮАР) — южноафриканский регбист, игрок национальной сборной ЮАР и клуба «Сайтама Уайлд Найтс», выступающий на позициях центрального и крайнего трёхчетвертного.

## Клубная карьера
Первый матч на профессиональном уровне де Алленде сыграл 14 апреля 2012 года за команду «Уэстерн Провинс» в рамках кубка Водаком против «Пампас XV», выйдя на замену на 72-й минуте вместо Эдериса Арендсе. В этом же году он отыграл 9 матчей в розыгрыше Кубка Карри за сборную Западно-Капской провинции и поучаствовал в Кубке университетов за команду кейптаунского университета «Икей Тайгерз», дойдя с последней до полуфинала турнира.
С 2013 года Дамьен также начал выступать за «Стормерз» в чемпионате Супер Регби, в котором дебютировал 22 февраля во встрече с «Буллз».
26 июня 2015 года было объявлено о подписании контракта де Алленде с японской командой «Кинтэцу Лайнерс», за которую он станет выступать параллельно с играми за «Стормерз» в Супер Регби. Уже во втором матче за новый клуб, прошедшем 21 ноября 2015 года против «Панасоник Уайлд Найтс», Дамьен отметился попыткой, что тем не менее не спасло его команду от поражения со счётом 47-27.

## Карьера в сборной
В мае 2014 года де Алленде был вызван в тренировочный лагерь «Спрингбокс» для подготовки к летним тестовым матчам. В преддверии стартующего через год чемпионата мира главный тренер Хейнеке Мейер решил просмотреть семерых дебютантов, в числе которых был и Дамьен, и включил их в состав команды на предстоявшие встречи. Однако, полученная на тренировке травма колена не позволила ему сыграть в этом «окне» игр сборных, и поэтому де Алленде был заменён на Марница Босхоффа.
Несмотря на это, уже в августе 2014 года Дамьен вновь попал в состав сборной — на сей раз для участия в Чемпионате регби. 16 августа он сыграл свой первый матч за «Спрингбокс» против команды Аргентины в Претории, проведя на поле все 80 минут.
28 августа 2015 года де Алленде был включён в состав сборной для участия в чемпионате мира 2015 года. На турнире ему удалось отыграть 6 встреч, занести одну попытку в матче со сборной США, а также занять вместе с командой итоговое третье место.
В 2019 году выиграл первый в своей карьере титул чемпиона мира в Японии.